# Kjeld Rasmussen
Hans Kjeld Rasmussen (* 10. November 1954 in Glostrup Kommune; † vor oder am 20. Februar 2025) war ein dänischer Sportschütze. Er war in der Disziplin Skeet aktiv.

## Erfolge
Kjeld Rasmussen, der für Københavns Flugtskytteforening startete, nahm an den Olympischen Spielen 1976 in Montreal und den Spielen 1980 in Moskau teil. 1976 schloss er die Spiele auf dem 14. Platz ab. Vier Jahre darauf erzielte er gemeinsam mit vier Konkurrenten mit 196 Punkten den Bestwert. Im anschließenden Stechen traf er in der ersten Runde ebenso wie Lars-Göran Carlsson und Roberto Castrillo alle Ziele und sicherte sich so bereits eine Medaille. Auch in der zweiten Runde blieb Rasmussen ohne Fehlschuss. Da Carlsson ein Ziel verfehlte und Castrillo lediglich 23 Ziele traf, wurde Rasmussen Olympiasieger und erhielt die Goldmedaille.
1975 gewann Rasmussen bei den Weltmeisterschaften in München mit der Mannschaft Bronze. Im selben Jahr wurde er in Wien Europameister.